# Priest River
Priest River es una ciudad ubicada en el condado de Bonner en el estado estadounidense de Idaho. En el Censo de 2010 tenía una población de 1751 habitantes y una densidad poblacional de 175,92 personas por km².

## Geografía
Priest River se ubica en las coordenadas 48°10′59″N 116°52′58″O / 48.18306, -116.88278. Según la Oficina del Censo de los Estados Unidos, Priest River tiene una superficie total de 9.95 km², de la cual 9.56 km² corresponden a tierra firme y (3.9%) 0.39 km² es agua.

## Demografía
Según el censo de 2010, había 1751 personas residiendo en Priest River. La densidad de población era de 175,92 hab./km². De los 1751 habitantes, Priest River estaba compuesto por el 0.09% blancos, el 0.06% eran afroamericanos, el 1.14% eran amerindios, el 0.63% eran asiáticos, el 0.23% eran isleños del Pacífico, el 0.8% eran de otras razas y el 3.88% pertenecían a dos o más razas. Del total de la población el 2.06% eran hispanos o latinos de cualquier raza.